# CRELD1
CRELD1‏ (Cysteine rich with EGF like domains 1) هوَ بروتين يُشَفر بواسطة جين CRELD1 في الإنسان.